# 韩国制造
《韩国制造》（韓語：메이드 인 코리아）是Disney+计划於2025年上線公開的原創韓國劇集，由《萬惡新世界》、《毒梟》的导演禹民鎬执导，玄彬与鄭雨盛主演。

## 剧情概要
故事背景设定在动荡的1970年代，讲述对财富和权利雄心勃勃的白冀兑和为了阻止他而放弃一切的检察官张健荣直面贯穿时代的巨大事件时发生的故事。

## 演员阵容
- 玄彬 饰演 白冀兌，对财富和权力充满野心的男人。
- 鄭雨盛 饰演 張健榮，执着的检察官。
- 元志安 饰演 崔有智，说客。
- 徐恩秀 饰演 吴艺珍，张健荣的助手调查官。
- 曹汝貞 饰演 裴金智
- 鄭星一 饰演 千锡中，秘书室长。
- 车熙 饰演 白素英，白冀兑的妹妹。[5]
- 李珠妍 饰演 张惠恩，张健荣的妹妹。[6]
- 禹棹奐 饰演 ，白冀兑的弟弟。